# Bartholomäus Crasselius
Bartholomäus Crasselius (Crasselt) (* 21. Februar 1667 in Wernsdorf; † 10. November 1724 in Düsseldorf) war ein lutherischer Pastor und Kirchenlieddichter.

## Leben
Crasselius studierte an der Universität Halle. Hier gehört er zum Kreis vum August Hermann Francke. Nach seinem Examen war er, wie damals üblich, erst als Hauslehrer tätig, so beim Grafen von Schönburg auf Schloss Glauchau. 1693/94 war er Hauslehrer in der Familie des Kaufmanns Franz Julius Pfeiffer in Lauenburg/Elbe. Wegen seiner pietistischen Anschauungen kam es zu theologischen Auseinandersetzungen mit dem Lauenburger Pastor und Superintendenten Severin Walther Slüter. Anfang Juni 1694 veranlasste Slüter, dass Crasselius des Landes verwiesen wurde. Danach war er in Kursachsen tätig. Auch von der sächsischen Landeskirche wegen seiner pietistischen Haltung gemaßregelt, ging er 1701 als Pfarrer nach Nidda (Wetterau) und schließlich 1708 nach Düsseldorf, wo er bis zu seinem Tod 1724 wirkte.
Crasselius hat eine Fülle von Kirchenliedern geschaffen, von denen Anastasius Freylinghausen zehn 1704 in sein „Geist-reiches Gesang-Buch“ aufgenommen hat. Im Evangelischen Gesangbuch ist sein 1695 entstandenes Lied „Dir, dir, o Höchster, will ich singen“ (EG 328) enthalten. Ursprünglich lautete die Anfangszeile dieses Liedes: „Dir, dir, Jehova, will ich singen“. Im Zuge einer Überarbeitung wurde der im Deutschen gebräuchliche Gottesname durch die Bezeichnung „Höchster“ ersetzt.